# Comtat d'Alpine
El comtat d'Alpine és un comtat situat a la part oriental de l'estat de Califòrnia, Estats Units a Sierra Nevada i al límit de l'estat amb Nevada. Segons el cens de 2020, la població era només de 1.204 habitants i és el comtat menys poblat de Califòrnia. La seu del comtat i el municipi més gran és Markleeville. El comtat d'Alpine va ser el quaranta-sisè comtat de l'estat de Califòrnia el 16 de març de 1864. El nom "Alpine", per la semblança a les muntanyes i el paisatge del comtat, fa referència als Alps.

## Geografia
El comtat d'Alpine, a les muntanyes de Sierra Nevada, s'estén entre el llac Tahoe i el parc nacional de Yosemite. Gran part dels boscos nacionals d'Eldorado, Stanislaus i Toiyabe cobreixen grans àrees del comtat.
El comtat abasta una superfície de 1.920 km2, dels quals 1.910 km2 són terra i 12 km2 corresponen a rius i llacs. El govern federal administra gairebé el 96% del territori del comtat d'Alpine, el percentatge més alt de Califòrnia, incloent els boscos nacionals.
El comtat està separat geogràficament per les muntanyes de Sierra Nevada i l'autopista 4, que resta tancada durant els mesos d'hivern. Les principals carreteres estatals són la 88 i la 89. A la banda oriental del comtat hi ha l'estació d'esquí de Bear Valley i a la banda occidental la de Kirkwood.   
| Comtat d'El Dorado  |                    | Comtat de Douglas (Nevada) |
| Comtat d'Amador     |                    |                            |
| Comtat de Calaveras | Comtat de Tuolumne | Comtat de Mono             |

## Història
Abans de l'arribada dels colons europeus, el comtat d'Alpine era habitat pels nadius americans Washo. Després de les expedicions (1827 i 1844.), els colons van situar el seu primer assentament de la regió a Woodfords on el 1851 s'estableix una missió de Brannon Springs. A la dècada de 1850 es descobreixen or i plata i s'incrementa la població arribada a la zona. El 1864 s'hi estimava un total de més d'11.000 habitants.
La primera seu del comtat va ser Silver Mountain City, una ciutat minera, i el 1875 la seu es va traslladar a Markleeville amb una població ja molt minvada d'aproximadament 1.200 habitants. L'extracció de minerals i de fusta, molt necessària en la construcció, va ser important des de la meitat del segle XIX fins gairebé el tombamt de segle.
Quan la plata ja no era moneda, a partir de 1873, es reduï la demanda d'extracció del mineral al comtat i la població va caure el 1910 fins als 250 habitants. Entre 1920 i 1940 va augmentar a 320 habitants, i després, de nou va disminuir a 290 el 1950. Els habitants es van distribuir aplegats a Markleeville, Woodfords, Paynesville i altres llogarets pròxims a l'autopista. El Comtat va mantenir, encara que limitades, les activitats extractives de minerals i fusta i s'hi es van crear cabanes ramaderes de vaques i ovelles.
Amb la millora de les comunicacions augmentà la població a l'estat i al comtat, i Alpine va reeixir com una gran àrea d'ctivitats recreatives a partir de la dècada de 1970. Els habitants del comtat eren 1.097 el 1980. L'augment de la població es deu al creixement dels municipis de Washoe a l'est del comtat i Bear Valley i Kirkwood al vessant occidental.